# Плювинье
Плювинье (фр. Pluvigner) — коммуна на северо-западе Франции, находится в регионе Бретань, департамент Морбиан, округ Лорьян, центр кантона Плювинье. Расположена в 24 км к северо-западу от Вана и в 34 км к востоку от Лорьяна, в 8 км от национальной автомагистрали N165.
Население (2019) — 7 676 человек.

## Достопримечательности
- Приходская церковь Святого Эгвинэ XVI века
- Часовня Нотр-Дам XV века
- Часовня Святого Фиакра XVII века
- Шато Керлуа XV-XVIII века
- Шато Кероник XVII века
- Шато Римезон XVI века

## Экономика
Структура занятости населения:
- сельское хозяйство — 6,4 %
- промышленность — 30,3 %
- строительство — 9,7 %
- торговля, транспорт и сфера услуг — 30,0 %
- государственные и муниципальные службы — 23,6 %

Уровень безработицы (2018) — 11,0 % (Франция в целом —  13,4 %, департамент Морбиан — 12,1 %). 

Среднегодовой доход на 1 человека, евро (2018) — 21 430 (Франция в целом — 21 730, департамент Морбиан — 21 830).

## Демография
Динамика численности населения, чел.

## Администрация
Пост мэра Плювинье с 2020 года занимает Диана Энгре (Diane Hingray). На муниципальных выборах 2020 года возглавляемый ею независимый список одержал победу во 2-м туре, получив 40,92 % голосов (из четырех списков).
| Период | Период | Фамилия         | Партия                                  | Примечания                                                                                |
| ------ | ------ | --------------- | --------------------------------------- | ----------------------------------------------------------------------------------------- |
| 1966   | 1995   | Эмжен Ле Кувиур | Независимые республиканцы Разные правые | предприниматель, член Регионального совета Бретани, член Генерального совета департамента |
| 1995   | 2014   | Гинье Ле Энанф  | Разные правые                           | флорист                                                                                   |
| 2014   | 2020   | Жерар Пийе      | Разные левые Вперёд, Республика!        | работник компании SNCF                                                                    |
| 2020   |        | Диана Энгре     |                                         |                                                                                           |

## Города-побратимы
- Кэрсивин, Ирландия

## Галерея

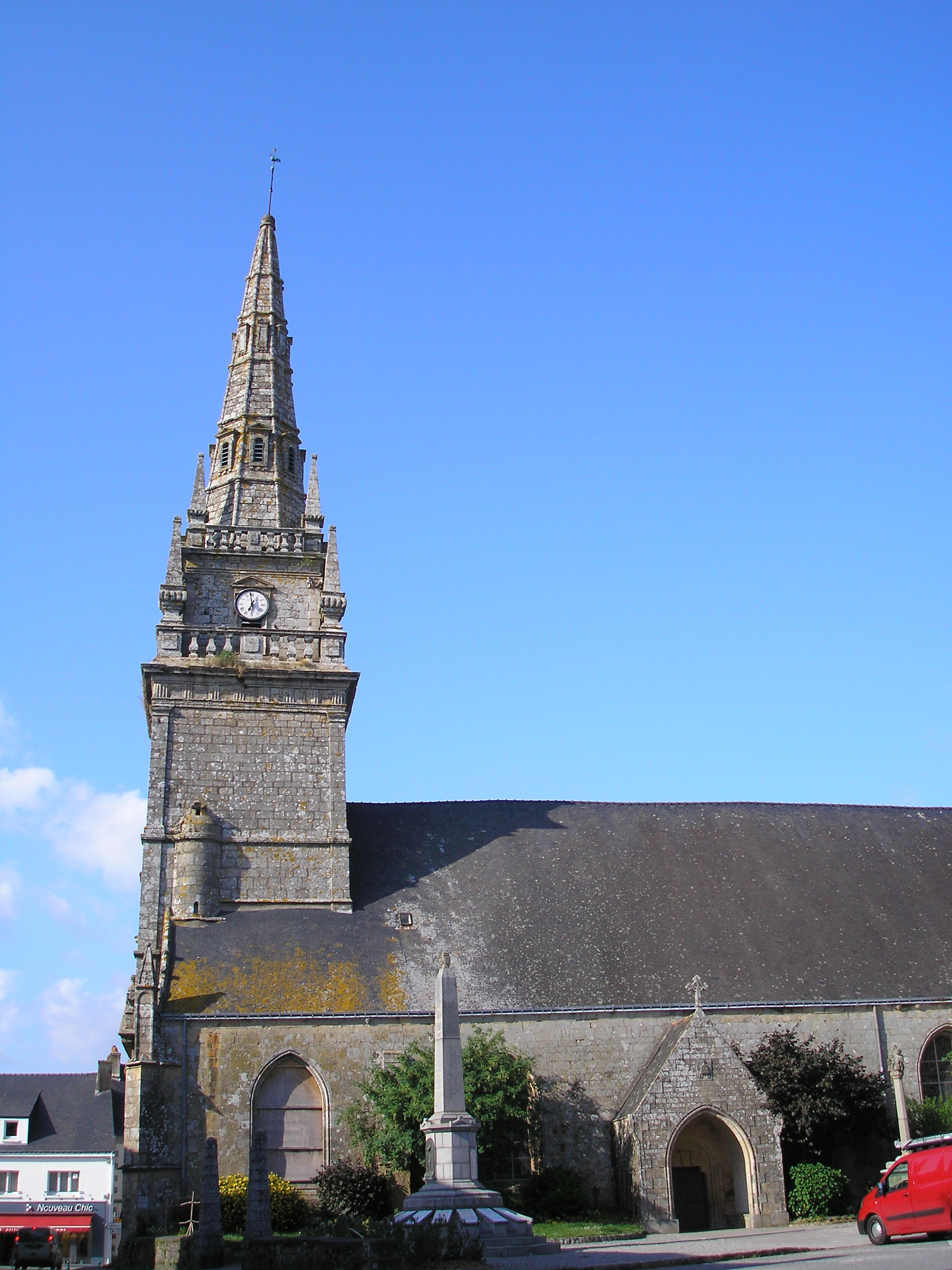
Церковь Святого Эгвинэ
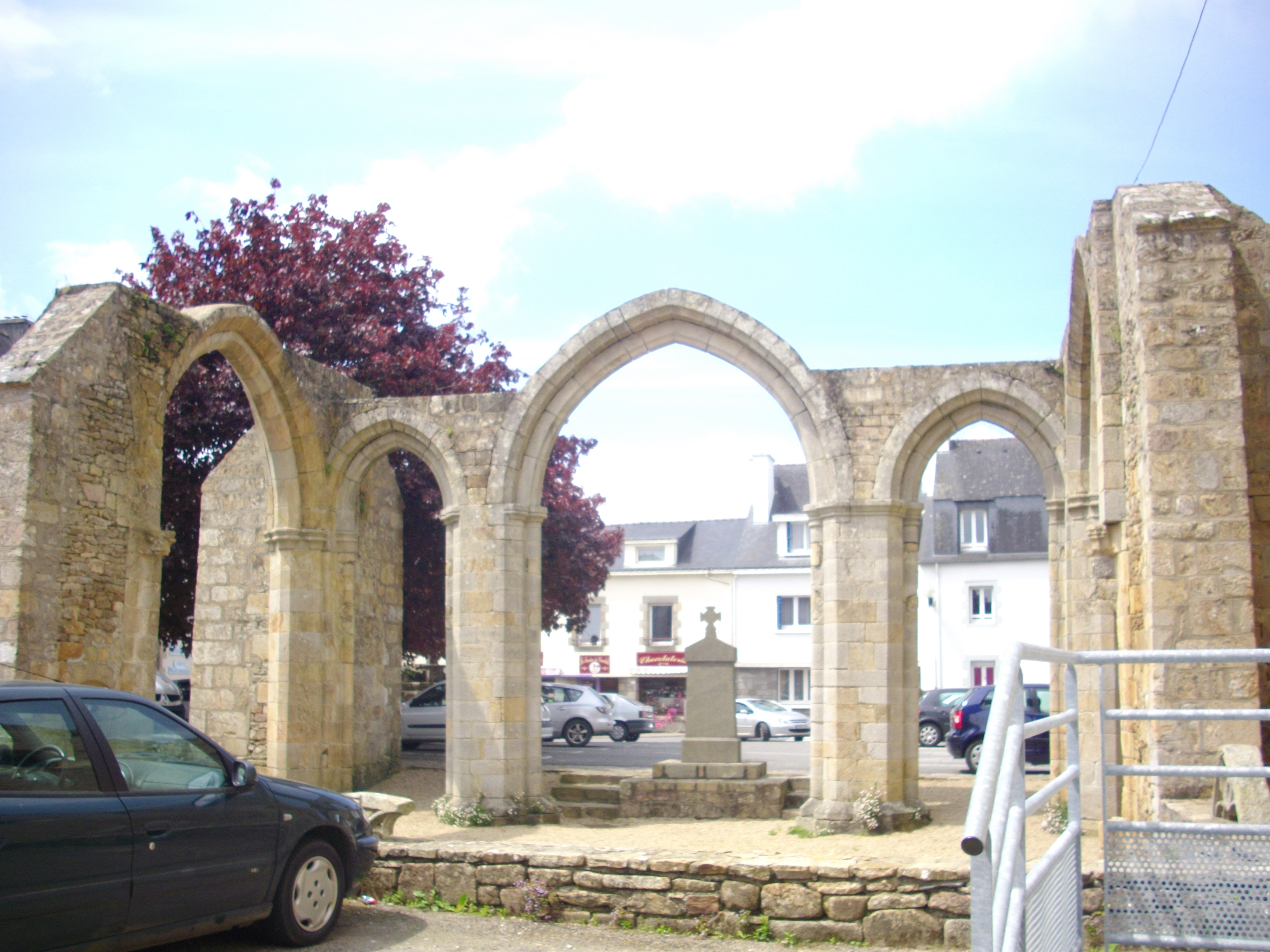
Часовня Нотр-Дам
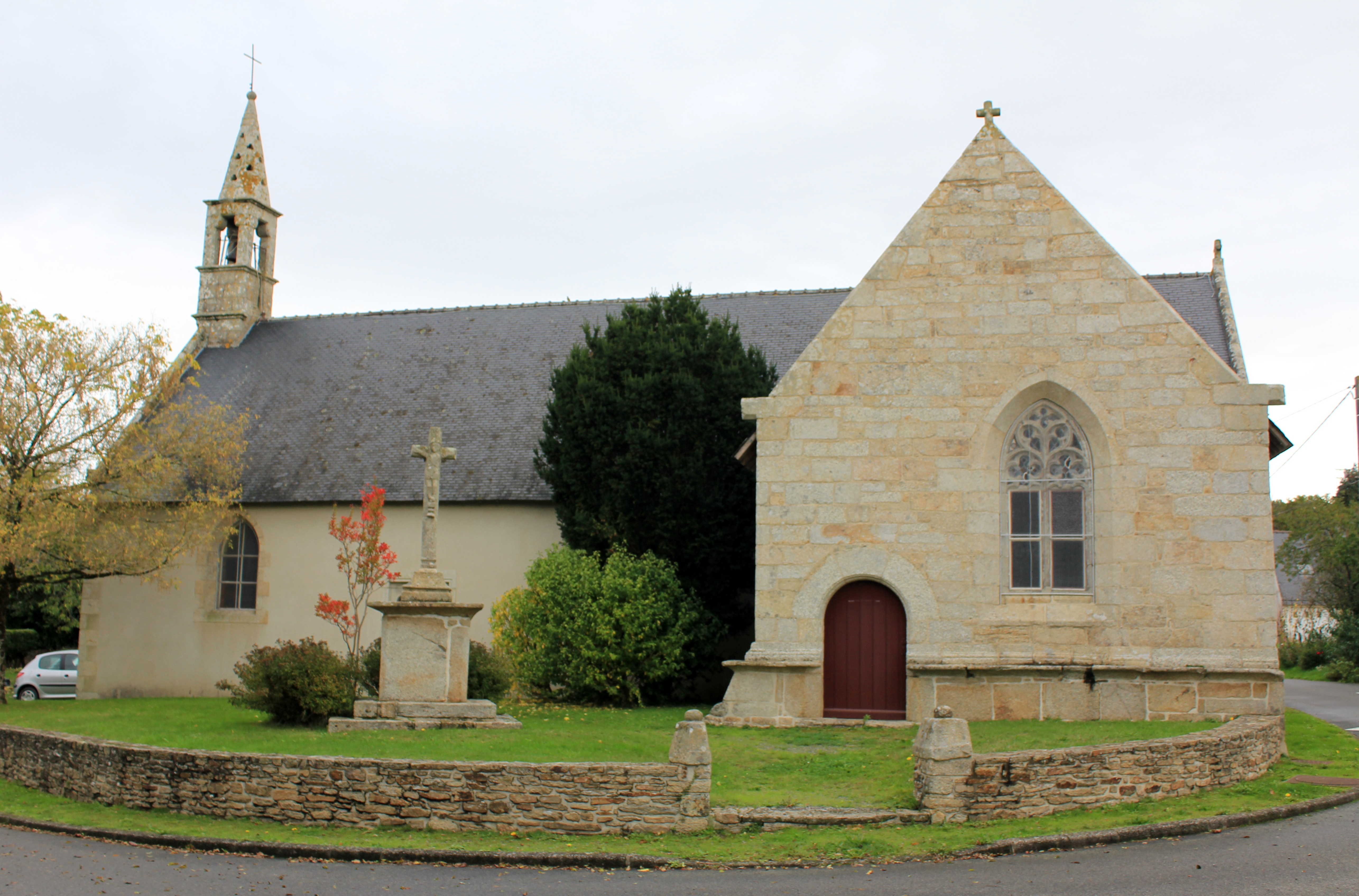
Часовня Святого Фиакра

1. 1 2  база данных о французских коммунах — Национальный географический институт Франции, 2015.